# تپه سیلوه
تپه سیلوه مربوط به هزاره اول قبل از میلاد - سدهٔ ۸–۶ ه.ق است و در شهرستان پیرانشهر، بخش لاجان، دهستان لاهیجان غربی، روستای سیلوه واقع شده و این اثر در تاریخ ۲۵ آبان ۱۳۸۷ با شمارهٔ ثبت ۲۳۵۲۹ به‌عنوان یکی از آثار ملی ایران به ثبت رسیده است.